# Melbourne Bluff
Das Melbourne Bluff ist ein 385 m hohes Felsenkliff auf der Nordseite der Heard-Insel im südlichen Indischen Ozean. Es ragt 2,1 km südlich des Kap Bidlingmaier aus vereisten Hängen auf.
Teilnehmern einer Kampagne der Australian National Antarctic Research Expeditions nahmen 1948 Vermessungen des Kliffs vor. Sie benannten es so, weil seine ostnordöstliche Ausrichtung direkt in Richtung nach Melbourne weist, Standort des Hauptquartiers der Expeditionsreihe.